# Uleåborgs Internationale Børnefilmfestival
Uleåborgs Internationale Børnefilmfestival er en årligt tilbagevendende børnefilmfestival med filmkavalkade og -konkurrencer, som afholdes i Uleåborg. Festivalen arrangeres af foreningen Oulun Elokuvakeskus ry. Begivenheden har været arrangeret siden 1981.
Festivalen er fordelt på fire kategorier: en konkurrenceserie, en specialserie, en indenlandsk kavalkade og specialprogrammer.
Festivalen tildeler bl.a. prisen Kalevan tähtipoika (Kalevas Stjernedreng), formgivet af Sanna Koivisto, for konkurrenceseriens bedste instruktion, Det internationale center for børne- og ungdomsfilms CIFEJ’s pris, samt Pikku karhu (Lillebjørnen), prisbelønningen fra den finske børnefilmsbranche.

## Filmpriser i 2007
Børnejuryen: Ole Bornedals danske film ”Vikaren”.
CIFEJ-juryen: Nanna Huolmans finsk-svenske film ”Kid Svensk”.